# Yakuza (groupe)
Yakuza est un groupe de metal avant-gardiste américain, originaire de Chicago, dans l'Illinois. Formé en 1999, le groupe est reconnu pour son incorporation d’éléments de jazz et de musiques du monde.

## Biographie
Yakuza est formé en 1999. Le groupe commence par sortir son premier album de façon indépendante, Amount to Nothing en 2000. Cet album est bien accueilli par Terrorizer et le Chicago Sun Times. À la suite de sa sortie, Yakuza part en tournée avec Candiria et Burnt by the Sun, qui finit par un concert dans le cadre du Vans Warped Tour.
Une telle exposition amène le groupe à signer un contrat pour la sortie de leur deuxième album, Way of the Dead, avec Century Media Records en 2002. Yakuza partage ensuite la scène avec Opeth, The Dillinger Escape Plan, Lacuna Coil and Mastodon. Le musicien de jazz Ken Vandermark est invité sur l’album, et une performance en concert avec lui datant de 2002 est disponible sur YouTube. Même si le groupe continue à susciter de bonnes critiques, l’album ne rencontre pas le succès commercial attendu. Conséquemment, Way of the Dead sera le seul album sorti avec Century Media. Eric Plonka quitte le groupe en 2002 pour se consacrer à la science. En 2005, le groupe signe avec Prosthetic Records, et leur album suivant, Samsara sort en 2006. 
Samsara est enregistré par Matt Bayles (Isis, Botch, Pearl Jam) aux Volume Studios à Chicago. Yakuza parvient à regrouper une large liste de musiciens invités sur cet album, notamment le pianiste Jim Baker, le violoncelliste Fred Lonberg-Holm, Sanford Parker, Troy Sanders (Mastodon). 
En février 2007, le groupe commence les enregistrements d'un nouvel album. En juin 2007, le groupe annonce quelques dates en soutien à leur prochain album, Transmutations, qui est annoncé pour le 7 août chez Prothetic Records. Cet album contient plus d’éléments psychédéliques, ainsi que des mouvements lents, proches du doom metal, et des accords de grind, toujours aux côtés de leurs influences jazz. Les musiciens invités sur cet album comprennent le percussionniste de jazz mondialement connu Hamid Drake et Michael Zerang. Leur contribution est en soi unique, car les deux musiciens jouent rarement ensemble, à l’exception des concerts annuels pour le solstice d’hiver à Chicago.
En 2010, Yakuza sort Of Seismic Consequence, leur premier album avec Profound Lore Records. Lalbum est enregistré par Sanford Parker entre deux studios (Electrical Audio et Semaphore). Le 14 septembre 2012, le groupe publie une nouvelle chanson, intitulée Fire Temple and Beyond, issue de son album à venir. À la fin de 2012 sort leur nouvel album, Beyul. En juin 2014, Yakuza réédite ses premiers albums. En juillet 2014, le groupe publie une chanson bonus, Seraphic Light.

## Influences
Le label Prosthetic Records les décrit ainsi : « Restant profondément ancré dans son propre genre, le groupe se repose sur une base metal avec un accent progressif, qui est dans un sens accompagnée d'éléments de musiques du monde, et d’ambiance post-rock. » Le groupe s'inspire aussi de King Crimson, John Coltrane, Tortoise et Napalm Death. Bruce Lamont a émis son appréciation de Pink Floyd, Huun Huur Tu, Peter Brötzmann, Battles, Enslaved, Brighter Death Now, George Orwell, de la musique éthiopienne, et de Blut aus Nord.

## Discographie
- 2001 : Amount to Nothing
- 2002 : Way of the Dead
- 2006 : Samsara
- 2007 : Transmutations
- 2010 : Of Seismic Consequence
- 2012 : Beyul

## Membres

### Membres actuels
- Bruce Lamont – saxophone, clarinette, chant, effets sonore
- James Staffel – batterie, percussions, clavier
- Matt McClelland – guitare, chant
- Ivan Cruz – basse, chant

### Anciens membres
- Eric Plonka – guitare, chant, mixage
- Eric Clark – basse, chant
- John E. Bomher – basse